# ジョニー・ポランコ
ジョニー・ポランコ（Jhonny Polanco, 1992年4月28日 - ）は、ニカラグア共和国マタガルパ県シウダー・ダリオ出身のプロ野球選手（投手）。

## 経歴
2009年5月にセントルイス・カージナルスと契約してプロ入り。
2012年のシーズン途中まではルーキーリーグでプレーし、8月にA級クアッドシティズ・リバーバンディッツ に初昇格。また11月にはパナマで行われた第3回WBC予選のニカラグア代表に選出された。
2015年にAA級スプリングフィールド・カージナルスに初昇格。シーズンオフの12月10日に行われたルール・ファイブ・ドラフトでボストン・レッドソックスから指名され移籍。
2016年3月11日に第4回WBC予選のニカラグア代表に選出されたことが発表され、2大会連続2度目の選出を果たした。一方、3月28日にレッドソックスを自由契約となった。
2016年4月8日にロサンゼルス・エンゼルスとマイナー契約を結んだ。A級バーリントン・ビーズで28試合に登板して、2勝1敗、防御率3.78の成績を残したが、オフの11月7日にFAとなった。
2017年以降は母国ニカラグアでプレーを続けている。

## 詳細情報

### 代表歴
- 2013 ワールド・ベースボール・クラシック・ニカラグア代表
- 2017 ワールド・ベースボール・クラシック・ニカラグア代表